# لارون پروفیت
لارون پروفیت (انگلیسی: Laron Profit؛ زادهٔ ۵ اوت ۱۹۷۷) بازیکن بسکتبال اهل ایالات متحده آمریکا است.
از باشگاه‌هایی که در آن بازی کرده‌است می‌توان به لس آنجلس لیکرز، واشینگتن ویزاردز، و باشگاه ورزشی افس پیلسن اشاره کرد.